# Europawahl in Irland 1989
Die Europawahl in Irland 1989 fand am 14. Juni als Teil der EU-weiten Europawahl 1989 statt. Sie war die dritte Wahl zum Europäischen Parlament.

## Ausgangslage

### Scheidendes Parlament
| Fraktion                       | Fraktion                                                   | Mandate | Partei | Partei      | Mandate |
| ------------------------------ | ---------------------------------------------------------- | ------- | ------ | ----------- | ------- |
|                                | Fraktion der Sammlungsbewegung der Europäischen Demokraten | 8 / 15  |        | Fianna Fáil | 8 / 15  |
|                                | Fraktion der Europäischen Volkspartei                      | 6 / 15  |        | Fine Gael   | 6 / 15  |
|                                | Liberale und Demokratische Fraktion                        | 1 / 15  |        | Unabhängige | 1 / 15  |
|                                |                                                            |         |        |             |         |
| Quelle: Europäisches Parlament |                                                            |         |        |             |         |

## Ergebnis
| Listen                                                           | Listen                    | Stimmen   | %    | +/-   | Mandate | +/- |
| ---------------------------------------------------------------- | ------------------------- | --------- | ---- | ----- | ------- | --- |
|                                                                  | Fianna Fáil               | 514.537   | 31,5 | –7,7  | 6       | –2  |
|                                                                  | Fine Gael                 | 353.094   | 21,6 | –10,6 | 4       | –2  |
|                                                                  | Progressive Democrats     | 194.059   | 11,9 | +12,0 | 1       | +1  |
|                                                                  | Labour Party              | 155.572   | 9,5  | +1,2  | 1       | +1  |
|                                                                  | Workers’ Party of Ireland | 124.679   | 7,6  | +3,4  | 1       | +1  |
|                                                                  | Green Party               | 61.041    | 3,7  | +3,2  | –       | ±0  |
|                                                                  | Fianna Fáil Neamhspleách  | 52.852    | 3,2  | +0,3  | 1       | +1  |
|                                                                  | Sinn Féin                 | 35.923    | 2,2  | –2,7  | –       | ±0  |
|                                                                  | Unabhängige               | 140.971   | 8,6  | +0,9  | 1       | ±0  |
| Gesamt                                                           | Gesamt                    | 1.632.728 | 100  |       | 15      | –   |
|                                                                  |                           |           |      |       |         |     |
| Quellen: Elections Ireland: Dublin, Leinster, Munster, C. Ulster |                           |           |      |       |         |     |

## Fraktionen im Europäischen Parlament
| Partei                         | Partei                    | Mandate | Fraktion |
| ------------------------------ | ------------------------- | ------- | -------- |
|                                | Fianna Fáil               | 6 / 15  | RDE      |
|                                | Fine Gael                 | 4 / 15  | EVP      |
|                                | Progressive Democrats     | 1 / 15  | LDR      |
|                                | Labour Party              | 1 / 15  | SPE      |
|                                | Workers’ Party of Ireland | 1 / 15  | KdL      |
|                                | Fianna Fáil Neamhspleách  | 1 / 15  | ARC      |
|                                | Unabhängige               | 1 / 15  | LDR      |
|                                |                           |         |          |
| Quelle: Europäisches Parlament |                           |         |          |